# Матьё, Давид
Давид Матьё (нем. David Matthieu; 1 мая 1697, Берлин — 8 июня 1756, Берлин) — немецкий художник-портретист.

## Биография
Уроженец Берлина. Работал в Берлине и Мекленбурге, писал портреты и портретные миниатюры. В 1738 году сопровождал эрбпринца Фридриха Мекленбургского (будущего владетельного герцога Фридриха Благочестивого) в его поездке в Париж.
Давид Матьё был женат три раза, причём третьим браком — на художнице Анне Розине Лисиевской (во втором браке — де Гаск). Его сыновьями были художники Георг Матьё (1737—1778) и Леопольд Матьё (1750—1778), а  дочерью — художница Розина Кристиана Людовика Матьё (1748–1795) .

## Галерея

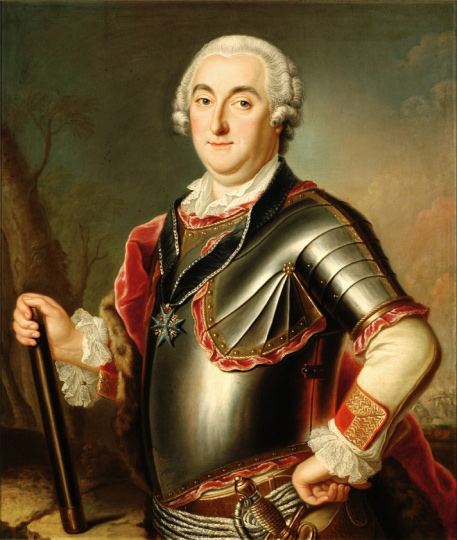
Портрет Кристофа Людвига фон Стилля, прусского генерал-майора, начальника Прусской академии художеств.
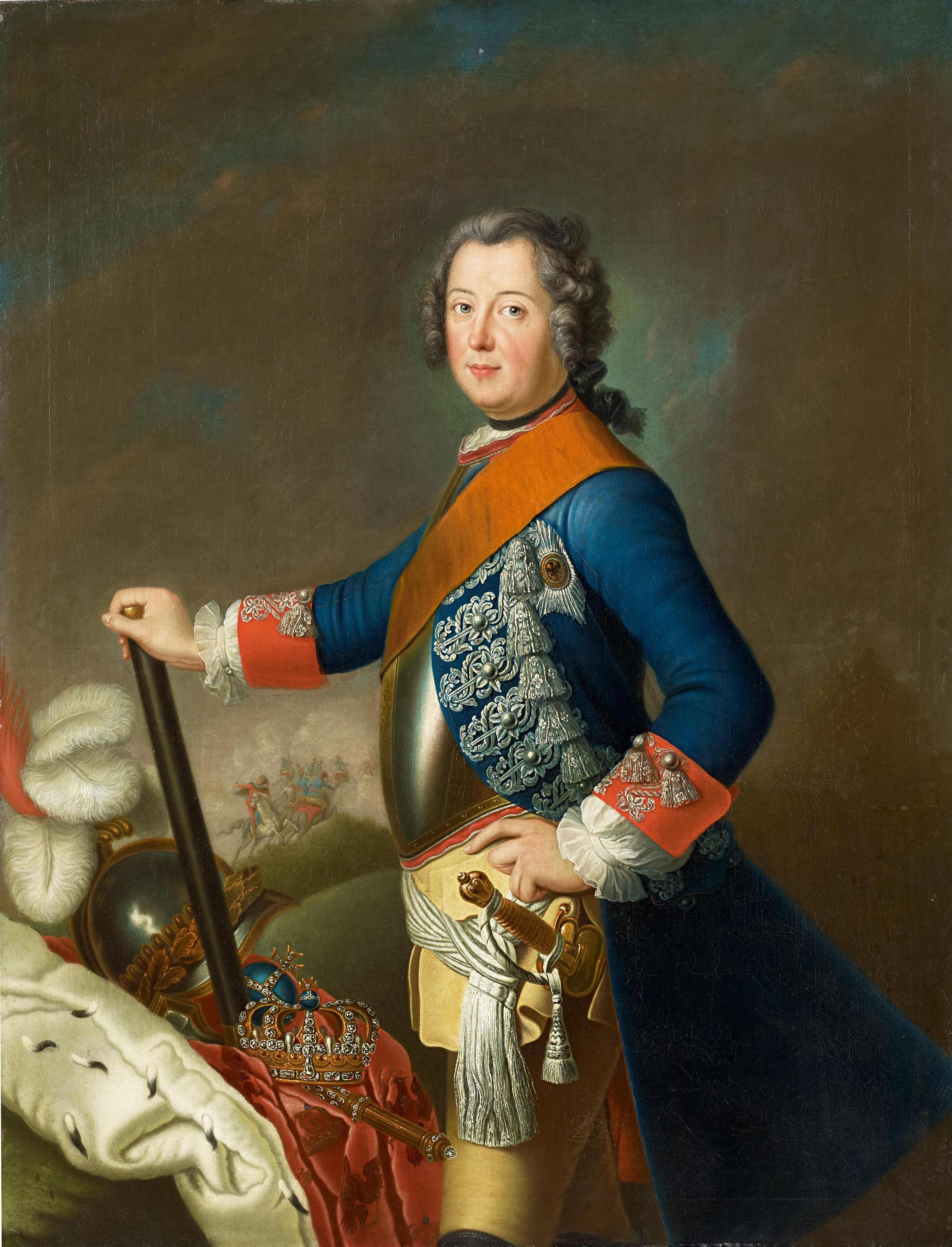
Парадный портрет, предположительно, Фридриха Великого в молодые годы (?), приписываемый кисти Давида Матьё.